# Asiatiska mästerskapen i volleyboll för damer
Asiatiska mästerskapen i volleyboll för damer är en tävling som hålls vartannat år och där tolv landslag från medlemsförbunden i AVC (Asian Volleyball Confederation) deltar. Förbundet organiserar lag både i Asien och Oceanien.
Den första upplagan av tävlingen hölls i Australien 1975. Ursprungligen hölls tävlingen vart fjärde år, men sedan 1987 sker den vartannat år. Ett undantag skedde 2021 då tävlingen ställdes in p.g.a. Covid-19-pandemin.

## Upplagor
| Säsong               | Säsong             | Podium   | Podium    | Podium   |
| År                   | Spelplats          | Guld     | Silver    | Brons    |
| -------------------- | ------------------ | -------- | --------- | -------- |
| 1975 mer information | Melbourne          | Japan    | Sydkorea  | Kina     |
| 1979 mer information | Hongkong           | Kina     | Japan     | Sydkorea |
| 1983 mer information | Fukuoka            | Japan    | Kina      | Sydkorea |
| 1987 mer information | Shanghai           | Kina     | Japan     | Sydkorea |
| 1989 mer information | Hongkong           | Kina     | Sydkorea  | Japan    |
| 1991 mer information | Bangkok            | Kina     | Japan     | Sydkorea |
| 1993 mer information | Shanghai           | Kina     | Japan     | Sydkorea |
| 1995 mer information | Chiang Mai         | Kina     | Sydkorea  | Japan    |
| 1997 mer information | Manila             | Kina     | Sydkorea  | Japan    |
| 1999 mer information | Hongkong           | Kina     | Sydkorea  | Japan    |
| 2001 mer information | Nakhon Ratchasima  | Kina     | Sydkorea  | Thailand |
| 2003 mer information | Ho Chi Minh-staden | Kina     | Japan     | Sydkorea |
| 2005 mer information | Taicang            | Kina     | Kazakstan | Japan    |
| 2007 mer information | Suphanburi         | Japan    | Kina      | Thailand |
| 2009 mer information | Hanoi              | Thailand | Kina      | Japan    |
| 2011 mer information | Taipei             | Kina     | Japan     | Sydkorea |
| 2013 mer information | Nakhon Ratchasima  | Thailand | Japan     | Sydkorea |
| 2015 mer information | Tianjin            | Kina     | Sydkorea  | Thailand |
| 2017 mer information | Biñan              | Japan    | Thailand  | Sydkorea |
| 2019 mer information | Seoul              | Japan    | Thailand  | Sydkorea |
| 2023 mer information | Nakhon Ratchasima  | Thailand | Kina      | Japan    |

## Medaljörer
| Pos. | Lag       | Guld | Silver | Brons |
| ---- | --------- | ---- | ------ | ----- |
| 1    | Kina      | 13   | 4      | 1     |
| 2    | Japan     | 5    | 7      | 7     |
| 3    | Thailand  | 3    | 2      | 3     |
| 4    | Sydkorea  | -    | 7      | 10    |
| 5    | Kazakstan | -    | 1      | -     |